# Desperaten
Desperaten was de zelfgekozen naam voor een groep boeren in het graafschap Zutphen tijdens de Tachtigjarige Oorlog die in opstand waren gekomen en zich verenigd hadden in een klein legertje.

## Geschiedenis
Tijdens schermutselingen tussen Staatsen en de reguliere troepen van het Leger van Vlaanderen onder Spaans bestuur waren het altijd de boeren die aan het kortste eind trokken. Soldaten van beide partijen kwamen "contributie" innen (brandschatting) waarbij alles kort en klein geslagen werd en soms zelfs boerderijen in brand werden gestoken. Boeren die weigerden werden blootgesteld aan martelingen met soms de dood tot gevolg. 
Rennenberg, stadhouder van de Noordelijke provinciën gaf de boeren van Drenthe toestemming daartegen in verzet te komen. Er kwam een beweging op gang die naar Overijssel oversloeg, waar de Overijsselse boerenopstand in 1580 was begonnen. Gewapende boeren met zeis of hooivork dreven de ruiters als schapen voor zich uit naar het graafschap Zutphen. Ook daar vormde zich een boerenopstand.
Willem van den Bergh was bij de boerenopstand in het graafschap betrokken geweest en had steun gegeven aan opstandige boeren, die zich Desperaten zijn gaan noemen. ”Dese Boeren noemden haer selven de Desperaten, hadden in haer Vendelen een Sweert met een halven dop van een Eye daer den doyer neven uyt-gheloopen was, seggende sy en hadden tot noch toe om ’t Ey niet willen vechten, nu mosten sy om den dop vechten”. Zij hadden zich tegen de staatsen gekeerd, zonder pro-Spaans te zijn. Aanvankelijk was de boerenopstand succesvol. Filips van Hohenlohe-Neuenstein werd over de grens verdreven naar Emmerik. Hij was daarbij gewond geraakt en had zijn paarden en bagage achter moeten laten. De keerzijde kwam na de aanval op Bredevoort. Deze was mislukt en de Desperaten moesten vluchten. Hohenlohe wist uiteindelijk de Desperaten bij het klooster Sion (Doetinchem) definitief te verslaan. Bijna vierhonderd boeren verloren daar hun leven.